# Ronald McNair
Ronald Erwin „Ron“ McNair (* 21. Oktober 1950 in Lake City, Florence County, South Carolina; † 28. Januar 1986 bei Cape Canaveral, Florida) war ein US-amerikanischer Astronaut, der bei der Challenger-Katastrophe ums Leben kam.

## Leben
Bis 1967 besuchte McNair die Carver High School in seinem Geburtsort, bevor er unterstützt durch ein Stipendium ein Physikstudium an der North Carolina Agricultural and Technical State University aufnahm, das er im Jahr 1971 mit einem Bachelor und einem magna-cum-laude-Lob abschloss. Er ging an das bekannte Massachusetts Institute of Technology (MIT), wo er an seiner Doktorarbeit schrieb. Seine Promotion in Physik legte er 1976 ab.
Nach dem Abschluss am MIT wurde er als Physiker an den Hughes Research Laboratories in Malibu, Kalifornien angestellt.
1978 wurde McNair für das Raumfahrtprogramm der NASA ausgewählt und hatte mit der Challenger-Mission im Februar 1984 als Missionsspezialist seinen ersten Einsatz.
Für die Challenger-Mission STS-51-L war er wiederum als Missionsspezialist vorgesehen. 73 Sekunden nach dem Start zerbarst die Challenger in einem riesigen Feuerball. McNair und die anderen Crewmitglieder kamen bei dem Aufprall der Raumfähre auf die Wasseroberfläche des Ozeans (mit einer Aufprallverzögerung von 20 g) ums Leben.
Während seines letzten Fluges sollte es eine Weltpremiere geben:
1986 war der französische Musiker Jean Michel Jarre vom US-Bundesstaat Texas und der amerikanischen Raumfahrtbehörde NASA zu einem Konzert nach Houston eingeladen worden. Anlass war das 150. Jubiläum von Texas und das 25-jährige Bestehen der NASA. Eigens für dieses Konzert nahm Jarre das Album Rendez-vous auf. Der Astronaut Bruce McCandless brachte Jarre auf die Idee, eines der Stücke von Ron McNair bei der Challenger-Mission STS-51-L mit dem Saxophon einspielen zu lassen. McNair war ein begeisterter Saxophonist und es war geplant, dass er ein von ihm mitgeschriebenes Stück im All spielen sollte. Dies sollte das erste im Weltraum aufgenommene Musikstück sein. Das dabei gedrehte Video sollte während des Konzertes auf einer großen Video-Wand eingespielt werden. Nach Ron McNairs Tod wollte Jarre das Konzert absagen. Bruce McCandless und andere NASA-Astronauten bewegten Jarre dazu, das Konzert dennoch zu veranstalten. Rendez-vous Houston – A City In Concert fand statt und wurde von Jarre den verstorbenen Astronauten der Challenger gewidmet. Jarre widmete McNair den Titel Last Rendez Vous / Dernier Rendez Vous „Ron's Piece“ auf seinem Album Rendez-Vous, das 1986 veröffentlicht wurde.
Nach seinem Tod wurden ein Mondkrater und der Asteroid (3354) McNair nach ihm benannt. Die Bundesbehörde für Bildung benannte ein Förderprogramm für lernbehinderte Schüler nach ihm. Es gibt ein Ronald McNair Mathe- und Wissenschafts-Zentrum an der Francis Marion University in Florence, South Carolina, die Dr. Ronald E. McNair Academic High School in Jersey City und eine Grundschule in St. Louis, die nach ihm benannt wurde.
In Brooklyn, New York, NY gibt es eine Gedenkstätte für Ronald McNair. Im Davis Planetarium in der Innenstadt von Jackson, Mississippi wurde das Ronald E. McNair Space Theater ihm zu Ehren benannt.
McNair wurde von Joe Morton in dem kontrovers diskutierten TV-Film Challenger gespielt, der gegen den Willen der Angehörigen der Opfer der Katastrophe produziert wurde.